# Mun In-ju
Mun In-ju (koreanisch 문인주, japanisch 文 仁柱; * 22. August 1999 in der Präfektur Saitama, Japan) ist ein nordkoreanischer Fußballspieler.

## Karriere
Mun In-ju erlernte das Fußballspielen in der Schulmannschaft der Tokyo Korean High School sowie in der Universitätsmannschaft der Korea University in Japan. Seinen ersten Vertrag unterschrieb er am 1. Februar 2022 bei Gainare Tottori. Der Verein, der in der Präfektur Tottori beheimatet ist, spielte in der dritten japanischen Liga. Sein Drittligadebüt gab er am 19. Juni 2022 (13. Spieltag) im Heimspiel gegen Tegevajaro Miyazaki. Bei dem 2:0-Erfolg wurde er in der 80. Minute für Ryōsuke Tamura eingewechselt. In seiner ersten Profisaison bestritt er 15 Drittligaspiele. Nach insgesamt 49 Ligaspielen wechselte er im Januar 2024 zum ebenfalls in der dritten Liga spielenden FC Gifu.